# Ярцев Георгій Олександрович
Георгій Олександрович Ярцев (рос. Георгий Александрович Ярцев, 11 квітня 1948, Нікольське, Костромська область — 15 липня 2022) — радянський футболіст, що грав на позиції нападника. По завершенні ігрової кар'єри — футбольний тренер. Майстер спорту СРСР, заслужений тренер Росії.

## Клубна кар'єра
Народився в селищі Нікольське, який знаходиться в 10 км від Костроми. В сім'ї Ярцевих крім Георгія було ще 9 дітей (троє померли під час війни). Але при цьому Ярцеви жили не в домі, а в двокімнатній квартирі.
Після 8-го класу вступив до Костромського медучилища, яке закінчив за спеціальністю «фельдшер».
Вихованець групи підготовки команди «Текмаш» (Кострома).
В 1970 році, коли проходив війському службу, відіграв одну гру за московське ЦСКА, вийшовши на заміну в Єревані). Але потім отримав травму на тренуванні і в складі більше не з'являвся. Подальшу службу продовжив у смоленській «Іскрі».
В 1973–1974 роках грав за «Гомсельмаш» (Гомель). У 1975 повернувся в Кострому, де був на провідних ролях.
У 1977 на турнірі спартаківських команд в Москві на Ярцева звернув увагу Костянтин Бєсков і запросив до себе в московський «Спартак». Ярцев заграв відразу і яскраво. Особливо вдавалися йому взаємодії з Юрієм Гавриловим, з передач якого він і забив більшу частину своїх голів. В першому ж сезоні його новий клуб став переможцем турніру першої ліги чемпіонату СРСР 1977 року. А надалі разом зі «Спартаком» Ярцев став чемпіоном СРСР 1979 року, срібним призером чемпіонату СРСР 1980 року, а також найкращим бомбардиром чемпіонату СРСР 1978 року (19 м'ячів).
У середині 1980 року Бєсков без пояснення причин вивів Ярцева з основи, але до осені повернув. Ярцев навіть зіграв 2 матчі і забив 2 голи в єврокубках, але по закінченні сезону розлучився з гравцем.
Після цього Ярцев грав протягом 1981 року за московський «Локомотив», де його переслідували травми, після чого перейшов в друголіговий московський «Москвич», де і закінчив ігрову кар'єру в кінці 1982 року.

## Виступи за збірну
6 вересня 1978 року дебютував в офіційних матчах у складі національної збірної СРСР в виїзній товариській грі проти збірної Ірану, яка завершилась перемогою радянської команди з рахунком 1:0. Протягом кар'єри у національній команді, яка тривала усього 2 роки, провів у формі головної команди країни 5 матчів.

## Кар'єра тренера
Розпочав тренерську кар'єру у вересня 1982 року, ставши старшим тренером футбольної школи «Нафтовик-Капотня» (Москва). З травня 1984 по червень 1985 року — тренер «Червоної Пресні» Москва.
У серпні 1985 року став старшим тренером СК заводу «Червоний богатир» (Москва), де працював до 1988 року.
З кінця 80-х виступав у ветеранських командах. В 1993–1994 роках — головний тренер естрадно-спортивного клубу «Зірки спорту».
1994 року Ярцев став помічником головного тренера московського «Спартака» Олега Романцева, який був його другом. Після того як Романцев в кінці 1995 року покинув «Спартак», Ярцев став його головним тренером і виграв в тому ж сезоні національний чемпіонат, обігравши в «золотому матчі» «Аланію». З початку 1997 року Романцев повернувся на посаду головного тренера «Спартака» і Ярцев знову став його помічником.
1998 року Ярцев повернувся до самостійної роботи, очоливши московське «Динамо», де після відставки Адамаса Голодця необхідно було витягнути команду з числа аутсайдерів. Ярцеву вдалося не лише піднятися в турнірній таблиці, а й 1999 року стати фіналістом Кубку Росії, де його команда поступилася з рахунком 1:3 пітерському «Зеніту».
В січні 2000 року очолив волгоградський «Ротор», але вже в червні того ж року покинув команду.
Повернувшись до Москви, Георгій Олександрович став президентом клубу ветеранів «Спартака», де пропрацював два роки, але після провального виступу збірної Росії був обраний її новим головним тренером.
Збірна Росії під його керівництвом в 2003 році вийшла у фінальну частину чемпіонату Європи 2004 року у Португалії. Але на самому турнірі не змогла пройти груповий етап, посівши останнє четверте місце. Проте відбір на наступний «мундіаль» збірна під керівництвом Ярцева провалила. Саме тоді відбувся найбільший розгром в історії збірної Росії, який був охрещений «Нічною ганьбою». На 89 хвилині за рахунку 6:1 Георгій Ярцев встав з лавки і покинув поле, не чекаючи закінчення матча.. В підсумку Росія не змогла кваліфікуватись на ЧС-2006 і в кінці 2005 року Ярцев був звільнений з посади. Всього під його керівництвом збірна провела 19 ігор (8 перемог, 6 нічиїх і 5 поразок).
У січні 2007 року Ярцев очолив «Торпедо» (Москва), але також пропрацював лише півроку і в червні покинув клуб..
З листопада 2013 року до 2014 року очолював тренерський штаб молдовської команди «Мілсамі».

## Титули і досягнення

### Як гравця
- Чемпіон СРСР: 1979
- Срібний призер Чемпіонату СРСР: 1980
- Переможець Першої ліги СРСР: 1977

### Як тренера
- Чемпіон Росії: 1996
- Фіналіст Кубку Росії: 1998/99

### Особисті
- Найкращі бомбардир чемпіонату СРСР: 1978 (19 голів)
- Третє місце (135 балів) в опитуванні тижневика «Футбол-Хокей» на звання найкращого футболіста в 1978 ріку.
- У списку 33-х найкращих футболістів СРСР 1978 року: № 2 — правий нападник.
- Тренер року в Росії за версією РФС: 1996, 2003

### Нагороди та звання
- Заслужений тренер Росії
- Заслужений працівник фізичної культури Російської Федерації (18 січня 2007) — «за заслуги у розвитку фізичної культури і спорту і багаторічної копіткої роботи»[3]
- Нагороджений медаллю «80 років Держкомспорту Росії».

## Особисте життя
Дружина Любов (познайомилися в Смоленську), двоє дітей, дочка Ксенія і син Олександр. 19 лютого 2007 року його син, який працював тренером у дитячій команді «Спартака», був знайдений мертвим у власній квартирі зі слідами насильницької смерті
Член політичної партії «Єдина Росія», працював телекоментатором на телеканалі «РТР».